# Pichanaqui
Pichanaqui es una ciudad peruana capital del distrito de Pichanaqui, ubicado en la provincia de Chanchamayo en el departamento de Junín. Se encuentra a una altitud de 510 m s. n. m. En 2007 contaba con una población de 20 mil habitantes.

## Toponimia
Pichanaqui asentada al ras de la ribera a la que debería su nombre; Pichanaqui o Pichanaki es un vocablo quechua, Picha significa  arrasado o barrido y Naqui o Naki que significa rivera, por la que sería entonces su significado completo como "aldea azotada por el riachuelo", cuya ciudad está atiborrada de cascadas y bosques que la sostienen y además es conocida como la ciudad capital del café.

## Educación
Universidad
- Universidad Nacional Interliguistica de la Selva Central Juan Santos Atahualpa[5] (UNISCJA), filial Pichanaqui.

#### Institutos
- Instituto Educativo Superior Tecnológico Público de Pichanaqui[6] (IESTPP).

#### Colegios
- Santiago Antúnez de Mayolo
- José Carlos Mariátegui
- Manuel González Prada
- José María Arguedas
- Colegio UNIVISA
- Corazón Sagrado de Jesús
- Trilce
- Colegio Adventista Bethel
- Ricardo Palma Soriano
- Entre otros

## Festividades
- Aniversario
- Festival Nacional del Café
- Inti Raymi
- San José Obrero el primero de mayo.
- Festival de la música y danza de la selva
- Fiesta del Folklore

- Feria Gastronómico
- Feria Nacional de Libro de Pichanaqui FERNAL
- Festival de Pachamama

## Clima
| Parámetros climáticos promedio de Bajo Pichanaqui | Parámetros climáticos promedio de Bajo Pichanaqui | Parámetros climáticos promedio de Bajo Pichanaqui | Parámetros climáticos promedio de Bajo Pichanaqui | Parámetros climáticos promedio de Bajo Pichanaqui | Parámetros climáticos promedio de Bajo Pichanaqui | Parámetros climáticos promedio de Bajo Pichanaqui | Parámetros climáticos promedio de Bajo Pichanaqui | Parámetros climáticos promedio de Bajo Pichanaqui | Parámetros climáticos promedio de Bajo Pichanaqui | Parámetros climáticos promedio de Bajo Pichanaqui | Parámetros climáticos promedio de Bajo Pichanaqui | Parámetros climáticos promedio de Bajo Pichanaqui | Parámetros climáticos promedio de Bajo Pichanaqui |
| Mes                                               | Ene.                                              | Feb.                                              | Mar.                                              | Abr.                                              | May.                                              | Jun.                                              | Jul.                                              | Ago.                                              | Sep.                                              | Oct.                                              | Nov.                                              | Dic.                                              | Anual                                             |
| ------------------------------------------------- | ------------------------------------------------- | ------------------------------------------------- | ------------------------------------------------- | ------------------------------------------------- | ------------------------------------------------- | ------------------------------------------------- | ------------------------------------------------- | ------------------------------------------------- | ------------------------------------------------- | ------------------------------------------------- | ------------------------------------------------- | ------------------------------------------------- | ------------------------------------------------- |
| Temp. máx. media (°C)                             | 30                                                | 29.2                                              | 29.8                                              | 30.5                                              | 30.3                                              | 29.9                                              | 29.5                                              | 30.7                                              | 31.1                                              | 30.8                                              | 30.7                                              | 30.1                                              | 30.2                                              |
| Fuente: climate-data.org                          |                                                   |                                                   |                                                   |                                                   |                                                   |                                                   |                                                   |                                                   |                                                   |                                                   |                                                   |                                                   |                                                   |

## Gastronomía

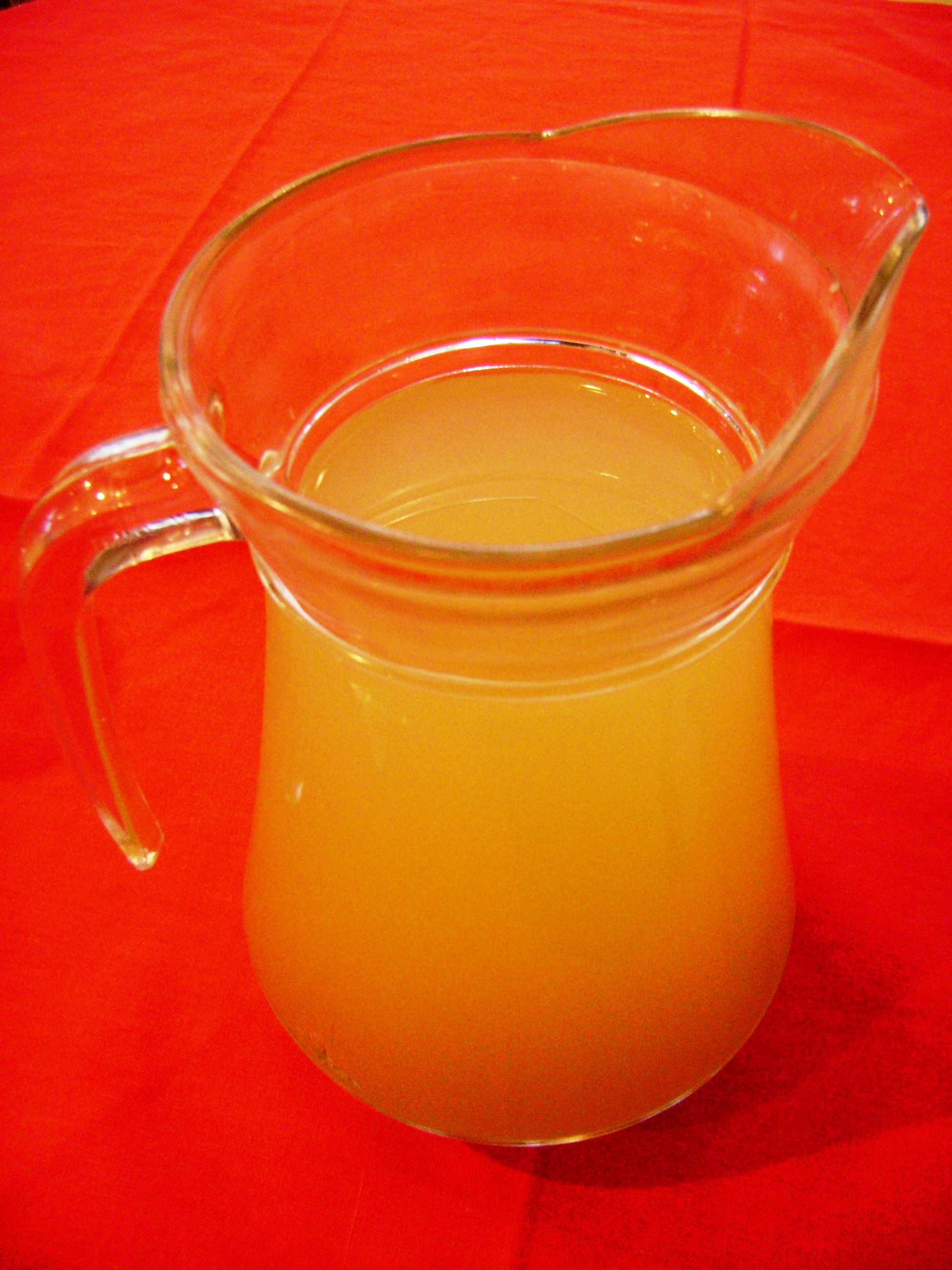
Cocona bebida de la selva central

Los platos típicos pichanaquinos están como el Tacacho con cecina, ceviche de doncella, pachamanca de zamaño, pachamanca de cutpe, Masato, aguaje, etc.

## Deporte
El futbol pichanaquino tiene a sus dos clubes que se destacan en la liga chanchamayina como Unión Pichanaqui que obtuvo en 2014 el campeonato departamental de Junín, el otro club es el Club Defensor de Pichanaqui, ambos se enfrentan en el clásico de la ciudad pichanaquina.
| Equipos de fútbol de Pichanaqui | Equipos de fútbol de Pichanaqui | Equipos de fútbol de Pichanaqui | Equipos de fútbol de Pichanaqui | Equipos de fútbol de Pichanaqui |
| N.º                             | Club                            | Fundación                       | Estadio                         | Liga                            |
| ------------------------------- | ------------------------------- | ------------------------------- | ------------------------------- | ------------------------------- |
| 1                               | Unión Pichanaqui                | -                               | Estadio Municipal de Pichanaqui | Copa Perú                       |
| 2                               | Club Defensor de Pichanaqui     | -                               | Estadio Municipal de Pichanaqui | Copa Perú                       |